# 尹相杰
尹相杰（1969年2月15日—），祖籍山东省日照市东港区后村镇前马庄一村，生于中国北京市房山区（一说天津宝坻县），中国歌手，1993年与于文华合唱《纤夫的爱》而成名。其主要作品《纤夫的爱》、《天不下雨天不刮风天上有太阳》在1990年代流行于中国大陆。此外，尹相杰还担任了多个电视节目的主持人。因涉毒被中国有关部门列为「劣跡艺人」。

## 吸毒事件
2014年12月26日晚上，尹相杰因涉毒持有和服用甲基苯丙胺（冰毒）被北京公安拘捕。12月31日，北京市丰台区人民检察院批准逮捕尹相杰涉嫌非法持有毒品案。
经丰台区人民检察院依法审查，于2015年1月7日，以涉嫌非法持有毒品罪对尹相杰批准逮捕。2月12日，尹相杰因涉嫌非法持有毒品罪被北京市朝阳区人民检察院提起公诉。2月28日，北京朝阳法院一审判决，尹相杰因涉嫌非法持有毒品，被判处7个月有期徒刑，并处罚金人民币2000元。
2015年7月24日刑满释放，出狱后，他的首次露面是为脑瘤患者捐款。11月12日，尹相杰因再次涉毒，被北京朝阳群众举报并被警方拘捕。